# 小行星12356
小行星12356（12356 Carlscheele）是一颗绕太阳运转的小行星，为主小行星带小行星。该小行星于1993年9月15日发现。

## 轨道参数
小行星12356的轨道半长轴为2.9406936 UA，离心率为0.101。